# Kai Hansen

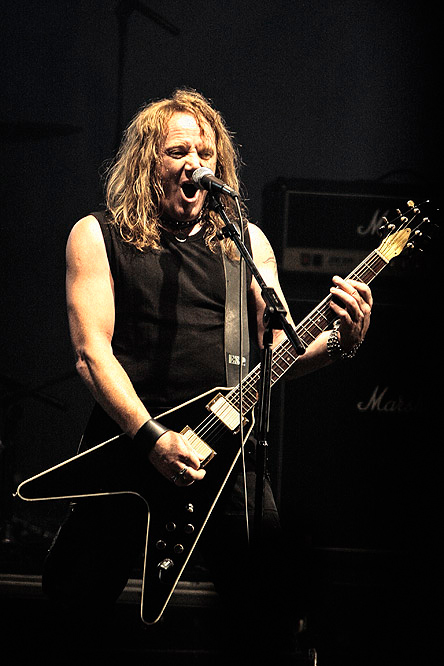
Kai Hansen (2008)

Kai Michael Hansen (* 17. Januar 1963 in Hamburg) ist ein deutscher Musiker und Mitbegründer der Power-Metal-Bands Helloween, Gamma Ray und Iron Savior. Außerdem ist er Mitglied der Gruppe Unisonic, der auch der Helloween-Sänger Michael Kiske angehört.

## Biografie
Vor seiner musikalischen Karriere begann Hansen ein Jura-Studium, jedoch mit wenig Erfolg. Er war Gitarrist und anfangs auch Sänger bei Helloween, bis er die Band 1988/89 verließ. Hansen arbeitete danach u. a. mit Blind Guardian zusammen und gründete 1988/89 Gamma Ray, die noch immer großen Einfluss auf die Szene haben.
Wie auf der in Japan erschienenen CD Hansen Worx zu erkennen ist, arbeitete Hansen auch mit Heavens Gate, Angra, Michael Kiske und Hammerfall zusammen (auf deren Single I Want Out er vertreten ist). Außerdem gründete er im Jahr 1996 mit Piet Sielck, dem Mitbegründer der Helloween-Vorgängerbands Gentry und Ironfist, Iron Savior.

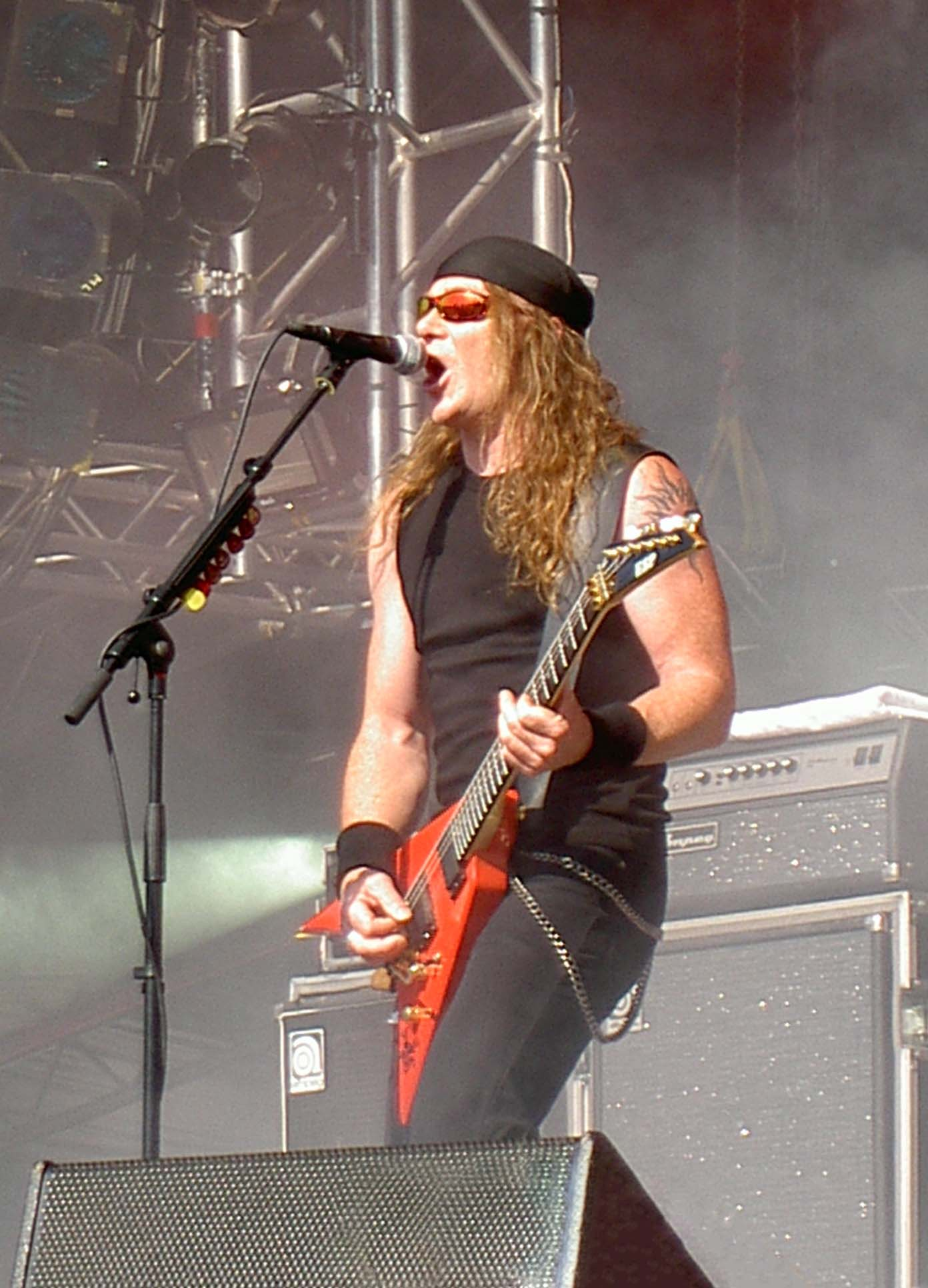
Kai Hansen beim Tuska Open Air 2005

Mitte der 1990er Jahre errichtete Hansen sein eigenes Tonstudio in Hamburg. Seitdem arbeitet er auch als Produzent in der Metalbranche.
So produziert er beispielsweise seit 2002 die Studioalben von Stormwarrior, bei denen er auch aktiv an den Songs (hauptsächlich als Sänger) mitwirkt. (Im Billing für das Wacken Open Air 2007 ist „Stormwarrior feat. Kai Hansen“ zu lesen.) In Tobias Sammets Avantasia, dem Soloprojekt des Fuldaer Sängers, trat Hansen neben Metal-Größen wie Klaus Meine, Jørn Lande und Michael Kiske auf. Er spielte in der The Metal Opera Comes to Town Tour (2010) den Charakter des Zwergs Regrin und steuerte musikalisch Gesang und Gitarre bei. Sammet lobte ihn beim Wacken Open Air 2011 als „Mister German Heavy Metal“.
Auch im Ausland gilt Hansen als die „Galionsfigur“ des deutschen Heavy Metal und erfreut sich wegen seiner freundlichen Art großer Beliebtheit. Während sein virtuoses Gitarrenspiel und seine Songwritingfähigkeiten in großen Teilen der Metalszene als über jeden Zweifel erhaben angesehen werden, steht seine charakteristische – aber nicht immer treffsichere – Stimme oft im Kreuzfeuer der Kritik. Von Fans wird Hansens Gesang jedoch als essentieller Teil des typischen Gamma-Ray-Stils angesehen. Ergänzt und unterstützt wird sein Gesang dort inzwischen von Frank Beck (seit 2015).
Seit März 2011 gehört Hansen zum Line-up von Michael Kiskes Melodic-Rockband Unisonic, welche ihr erstes Album am 30. März 2012 veröffentlicht hat.
Hansen ist außerdem Endorser der Gitarrenfirma ESP, bei der er eine eigene Signature-Gitarre besitzt (ESP RV-300KH).
Hansens Sohn Tim Hansen ist ebenfalls als Musiker tätig. Er ist Gitarrist der tschechischen Power-Metal-Band Induction.

## Diskografie

### Alben

#### Helloween
- 1985: Helloween (EP)
- 1985: Walls of Jericho
- 1987: Keeper of the Seven Keys Part 1
- 1988: Keeper of the Seven Keys Part 2
- 2017: Pumpkins United (EP)
- 2021: Helloween

#### Gamma Ray
- 1990: Heading for Tomorrow
- 1991: Sigh No More
- 1993: Insanity and Genius
- 1995: Land of the Free
- 1997: Somewhere Out in Space
- 1999: Powerplant
- 2001: No World Order
- 2005: Majestic
- 2007: Land of the Free Part II
- 2010: To the Metal!
- 2011: Skeletons and Majesties (Mini-Album)
- 2013: Master of Confusion (EP)
- 2014: Empire of the Undead

#### Iron Savior
- 1997: Iron Savior
- 1998: Unification
- 1999: Interlude (EP)
- 2001: Dark Assault

#### Unisonic
- 2012: Ignition – EP
- 2012: Unisonic
- 2014: Light of Dawn

### Projekte und Gastauftritte
- 1989: Follow the Blind von Blind Guardian
- 1990: Tales from the Twilight World von Blind Guardian
- 1992: Somewhere Far Beyond von Blind Guardian
- 1992: Hell for Sale! von Heavens Gate
- 1993: Angels Cry von Angra
- 1995: Under a Different Sun von Lanzer
- 1996: Instant Clarity von Michael Kiske
- 1998: Swallow von Heavenwood
- 1998: Primal Fear von Primal Fear
- 1999: Gast auf der I Want Out-EP von Hammerfall
- 2000: Coming from the Sky von Heavenly
- 2001: The Metal Opera von Avantasia
- 2002: The Metal Opera Pt. II von Avantasia
- 2002: Stormwarrior von Stormwarrior
- 2004: Northern Rage von Stormwarrior
- 2004: Temple of Shadows von Angra
- 2008: The Scarecrow von Avantasia
- 2009: Acedia von Dark Age
- 2011: Reverence von Merging Flare
- 2011: Scheepers von Scheepers
- 2011: The Flying Opera – Around the World in 20 Days – Live (DVD) von Avantasia
- 2016: Hansen & Friends – XXX: 30 Years In Metal
- 2017: Hansen & Friends – Thank You Wacken Live
- 2017: Unholy Divine von Tragedian
- 2017: Laserhead von Nightlaser
- 2024: My Years with UFO von Michael Schenker